# 1768

## Esdeveniments
Països Catalans
- 23 de juny - Aranjuez: Carles III signa la Reial Cèdula «para que en todo el Reyno se actúe y enseñe en lengua castellana con otras cosas que se expresa» (per tal que en tot el Regne s'actui i s'ensenyi en llengua castellana amb altres coses que s'expressa), l'article VII de la qual diu: «Mando que la enseñanza de primeras letras, latinidad y retórica se haga en lengua castellana generalmente donde quiera que no se practique, cuidando de su cumplimiento las Audiencias» (Mano que l'ensenyança de primeres lletres, llatinitat i retòrica es faci en llengua castellana generalment on sigui que no es practiqui, vetllant del seu compliment les Audiències).

Món
- 9 de gener, Londres: Philip Astley crea el primer circ modern.
- 15 de maig - Versalles (França): França i la República de Gènova signen el Tractat de Versalles de 1768 en el que Còrsega passa ser definitivament francesa.
- 9 d'agost, Plymouth: James Cook inicia el seu primer viatge.
- 25 de setembre: Mustafà III declara la guerra a Rússia. Inici de la guerra russoturca del 1768 al 1774.

- Castell de Gottorp, Slesvig: Signatura del Tractat de Gottorp entre Dinamarca i Hamburg.

## Naixements
Països Catalans
- 22 de gener, Solsona: Gaietà Ripoll i Pla, mestre de Russafa que morí condemnat a la forca per promoure l'ensenyament laic (m. 1826).
- 13 de març, Barcelona: Carles Baguer, compositor classicista català (m. 1808).
- 17 de juliol, Palma: Maria Pascuala Caro Sureda, científica il·lustrada, doctora en filosofia i religiosa mallorquina (m. 1827).[1]
- 5 d'octubre, Barcelona: Francesc Carbonell i Bravo, farmacèutic català (m. 1837).

Món
- 7 de gener, Corti, Còrsega: Josep Bonaparte, rei de Nàpols (1806-1808) i rei d'Espanya (1808-1813). (m. 1844)
- 17 de març, Maui, Hawaii: Kaahumanu, reina regent de Hawaii.[2]
- 21 de març, Auxerre (França): Jean-Baptiste-Joseph Fourier, matemàtic, físic i egiptòleg francès (m. 1830).[3]
- 23 d'abril, Priego de Córdoba: José Álvarez Cubero, escultor espanyol (m. 1827).
- 18 de juny, Santiago (Xile)ː Paula Jaraquemada, heroïna de la independència de Xile (m. 1851).[4]
- 6 de juliol, Durlach: Johann Georg Heinrich Backofen, músic i compositor alemany. (m. 1830)
- 27 de juliol - Ligneries, Écorches, Orne, França: Charlotte Corday, la dona que va matar el radical jacobí francès Jean-Paul Marat el 1793 (m. 1793).[5]
- 14 d'agost, Oranienburg: Friedrich Dülon, compositor i flautista prussià.
- 4 de setembre, Sant-Maloù:François-René de Chateaubriand, escriptor francès d'origen bretó.(m. 1848)[6]
- 18 de novembre, Madrid: José Marchena, Abate Marchena, polític, escriptor, periodista i traductor espanyol (m. 1821).
- 18 de desembre, París: Marie-Guillemine Benoist, pintora francesa d'estil neoclàssic, que conreà també pintura històrica (m. 1826).[7]

## Necrològiques
Països Catalans
Món
- 3 de març, Nàpols: Nicola Porpora, compositor napolità d'òperes (n. 1686).
- 18 de març, Londres: Laurence Sterne, escriptor irlandès en anglès (n. 1713).
- 19 d'abril, Venècia: Canaletto, pintor de Venècia. (n. 1697).[8]
- 8 de juny, Trieste, Friül-Venècia Júlia, Itàlia: Johann Joachim Winckelmann, arqueòleg alemany (n. 1717).[9]
- 11 de juliol, Madrid: José de Nebra, organista i compositor espanyol (n. 1702).
- 8 d'octubre, París: Pierre Simon Fournier, tipògraf francès (n. 1712).[10]
- 8 de desembre, Pequín, Xina: Jean-Denis Attiret, jesuïta missioner a Pequín (n. 1702).